# Petkellahti
Petkellahti är en fjärd i Finland. Den ligger i landskapet Egentliga Finland, i den sydvästra delen av landet, 160 km väster om huvudstaden Helsingfors.
Petkellahti ligger mellan Otava i väster och Luonnonmaa i öster. Den ansluter till Tärpänänaukko i söder och smalnar av till sundet Tanilanaukko i norr. Norra delen av Petkellahti kallas Kotkanaukko.